# 宾格尔反应

Bingel反应产物。

Bingel反应（Bingel reaction）是 C60 与溴代丙二酸酯在碱（如氢化钠、DBU）存在下加成为单一的 6-6 闭环产物的反应。产率较高。
由 C. Bingel 在1993年发现。 它是富勒烯环丙烷化的主要途径，广泛应用于 C60 的多加成反应。
Bingel产物称为 C60 亚甲基衍生物（methanofullerene），一般在各种化学环境中较为稳定。除了用 Bingel 反应外，还可通过重氮化合物的1,3-偶极环加成反应、与卡宾的加成反应以及电化学方法合成此类化合物。
溴代丙二酸酯试剂可由丙二酸酯、碱与四氯化碳或碘在原位生成参与反应。 除溴代丙二酸酯外，也可用溴代丙二磷酸酯。
逆反应称为 Retro-Bingel反应（逆Bingel反应），可通过电化学还原 或用 Mg/Hg 在THF中加热还原 等方法实现。

## 反应机理
E 代表强吸电子基，L 代表离去基团。
首先碱夺去丙二酸酯的α-氢。生成的碳负进攻 6-6 的双键，最后在 C60 上新生成的碳负离子亲核进攻 α-碳，Br− 离去，得到环丙烷衍生物。